# Rhyacophila ledra
Rhyacophila ledra là một loài Trichoptera trong họ Rhyacophilidae. Chúng phân bố ở miền Tân bắc.